# Witold Potwora
Witold Tomasz Potwora (ur. 29 stycznia 1962 w Opolu, zm. 13 maja 2022 tamże) – polski ekonomista specjalizujący się w ekonomice i marketingu, dr hab., nauczyciel akademicki związany z uczelniami w Opolu, prorektor Wyższej Szkoły Zarządzania i Administracji w Opolu, dziekan Wydziału Nauk Społecznych Wyższej Szkoły Zarządzania i Administracji w Opolu. Przewodniczący rady nadzorczej Opolskiego Parku Technologicznego.

## Życiorys
Witold Potwora w 1980 roku ukończył Liceum Ogólnokształcące im. Adama Mickiewicza w Głubczycach. Po zdanej maturze podjął studia w Wyższej Szkole Pedagogicznej w Opolu, które ukończył w 1985 roku zdobywając dyplom magistra, a w 1993 roku na tej samej uczelni uzyskał stopień doktora nauk ekonomicznych, na podstawie pracy pt. "Marże handlowe w formułowaniu i realizacji strategii marketingowej" pod kierunkiem prof. Piotra Blaika. Wraz z nowym tytułem naukowym otrzymał stanowisko adiunkta w swoim macierzystym instytucie.
W 1995 roku wraz z Marianem Duczmalem, Tadeuszem Pokusą i Józefem Kaczmarkiem założyli Wyższą Szkołę Zarządzania i Administracji w Opolu, w której do śmierci pełnił funkcję prorektora. Był również dziekanem Wydziału Nauk Społecznych Wyższej Szkoły Zarządzania i Administracji w Opolu z siedzibą w Tarnowskich Górach.
Witold Potwora udzielał wielu wywiadów Nowej Trybunie Opolskiej oraz w programach publicystycznych na temat zmian gospodarczych na Opolszczyźnie: Rozmowa dnia, Wszystko jasne, W cztery oczy. W 2011 roku opublikował listę 25 najbardziej nowoczesnych firm na Opolszczyźnie. Brał udział w programie Opolskiej Konferencji Ewaluacyjnej pn. Badania Ewaluacyjne - Po Co? Budowa przyszłości programu, gdzie prowadził dyskusje na temat roli badań ewaluacyjnych w kluczowych obszarach rozwoju regionu.

## Życie prywatne
Witold Potwora był żonaty z Dorotą Potworą, również nauczycielem akademickim m.in. Uniwersytetu Opolskiego i Wyższej Szkoły Zarządzania i Administracji w Opolu, z którą miał dwóch synów.
Został pochowany na cmentarzu komunalnym w Opolu-Półwsi.

## Publikacje
- Nauka w służbie wartości (wraz z Marianem Duczmalem i Józefem Kaczmarkiem, 2009)
- Systemy i procesy zarządzania logistyczno - marketingowego. Aspekt efektywności (2007)
- Brak wiedzy o rynku jako bariera efektywnego wykorzystania środków wspólnotowych (2006)
- Formirowanie organizacinoj kultry predprijatija i rinocznowaja orientacija (wraz z M. Sawicą, 2005)
- Przesłanki i przejawy integracji logistyki i marketingu (wraz z Piotrem Blaikiem, Józefem Kaczmarkiem, Dorotą Potworą, Sabiną Kauf, Aliną Bruską, Rafałem Matwiejczukiem, 2002)

## Nagrody i wyróżnienia
- 2007 – Złota Odznaka Honorowa Polskiego Towarzystwa Ekonomicznego[13]
- 2022 – Zasłużony obywatel Opola (przyznane pośmiertnie)[14]